# Madeleine Martin (actrice, 1993)
Pour les articles homonymes, voir Madeleine Martin.
Madeleine Martin est une actrice de série télévisée américaino-canadienne née le 15 avril 1993 à New York (États-Unis).
Elle est connue pour son rôle dans Californication, où elle joue le rôle de Rebecca Moody.
Elle a également tenu le rôle de Luli Stringfellow dans Legendary un film des « Samuel Goldwyn films » et des « WWE studios » avec entre autres John Cena mais aussi dans la serie télévisée La star de la famille.
On peut aussi la voir dans certaines pubs américaines.
Elle joue aussi le rôle de Shelley Godfrey dans la seconde et troisième saison d’Hemlock Grove.

## Filmographie

### Film
- 2010 : Legendary : Luli Stringfellow
- 2014 : Ma fille, ma bataille (My Daughter Must Live) : Katie O'Malle

### Série
- 2003 : New York, police judiciaire : Annie (saison 14, épisode 9)
- 2004 : New York, unité spéciale : April Hodges (saison 5, épisode 19)
- 2007–2014 : Californication : Rebecca « Becca » Moody
- 2008 : New York, police judiciaire : Emma Waxman (saison 18, épisode 11)
- 2012 : Esprits criminels : Lara Heathridge
- 2014–2015 : Hemlock Grove : Shelley Godfrey (saisons 2-3)
- 2014 : The Good Wife : Jody Milam
- 2019 : Mme Maisel, femme fabuleuse : Madeline
- 2020 : What we do in the Shadows : Lucy